# Antica arcidiocesi di Uppsala

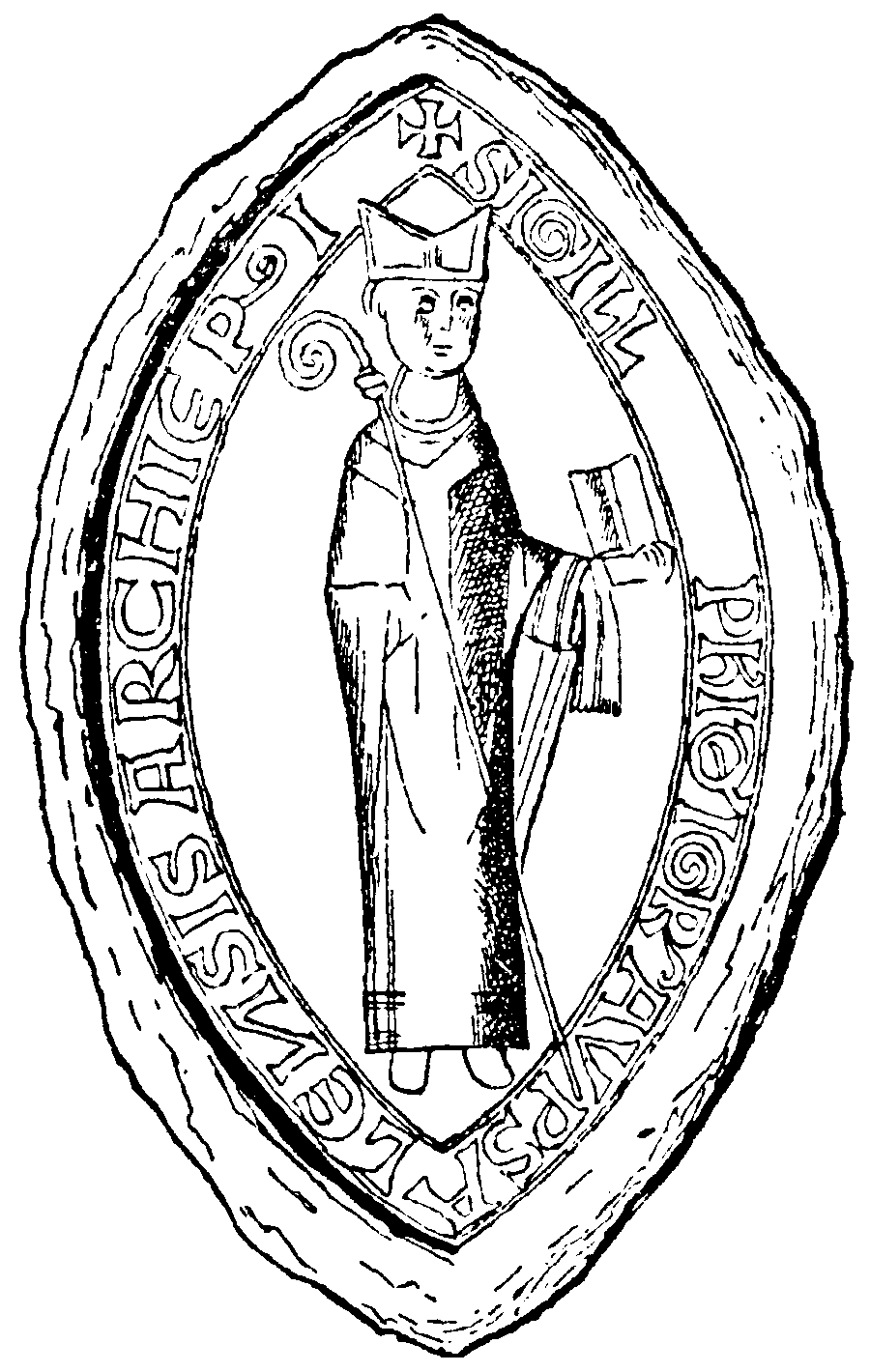
Sigillo di Stefan, primo arcivescovo di Uppsala (1162-1185).

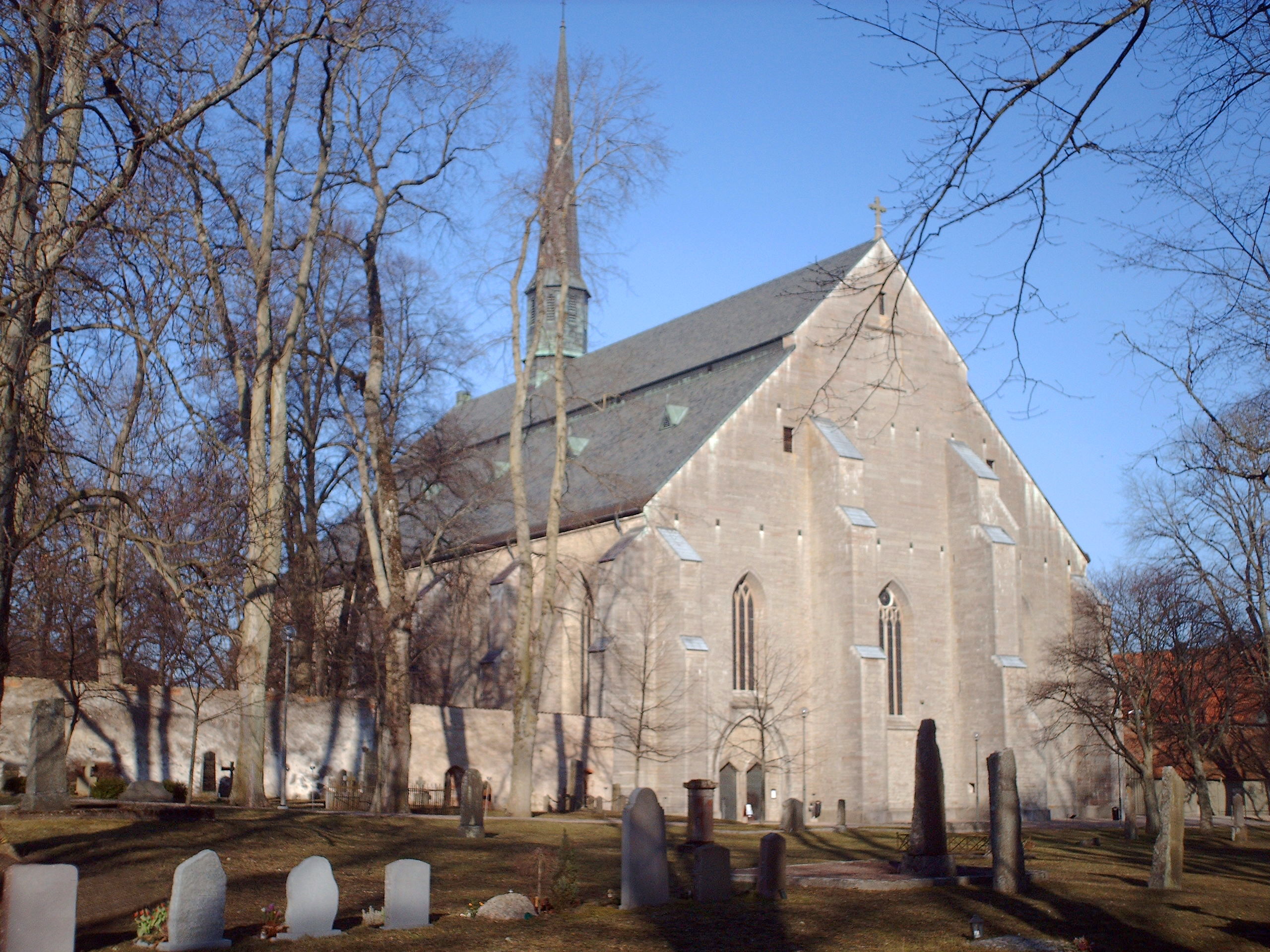
La chiesa dell'abbazia di Vadstena, fondata da santa Brigida nel 1346.

L'arcidiocesi di Uppsala (in latino Archidioecesis Upsalensis) è una sede soppressa della Chiesa cattolica.

## Territorio
L'arcidiocesi comprendeva la contea di Uppsala, parte delle contee di Stoccolma e Västmanland e teoricamente tutto il Norrland, all’epoca non ancora civilizzato.
Sede arcivescovile era la città di Uppsala, dove si trovava la cattedrale di San Lorenzo.

## Storia
La diocesi di Uppsala fu eretta nella seconda metà dell'XI secolo ricavandone il territorio dall'arcidiocesi di Amburgo-Brema.
Originariamente suffraganea della medesima arcidiocesi di Amburgo-Brema, nel 1104 entrò a far parte della provincia ecclesiastica dell'arcidiocesi di Lund.
Nel 1134 incorporò parte della diocesi di Sigtuna, eretta attorno al 1060/1066, quando la città di Sigtuna fu per un certo periodo centro del potere regio.
Nel 1152 il cardinale Nicholas Breakspear, futuro papa Adriano IV, visitò la chiesa di Svezia ed indisse un sinodo a Linköping, che pose le basi per l'indipendenza ecclesiastica della Chiesa svedese. Nel 1164 papa Alessandro III eresse la sede di Uppsala a sede metropolitana, distaccandola dalla provincia ecclesiastica di Lund.
Uppsala, che all'epoca era un villaggio, si trovava a due miglia a nord della città attuale, in quella che attualmente è conosciuta come Gamla Uppsala (in svedese, la "vecchia Uppsala"). Nel 1273, la sede arcivescovile fu trasferita presso la città mercantile di Östra Aros, da allora denominata Uppsala, e con essa si traslarono le reliquie del sovrano Erik il Santo, patrono dell'arcidiocesi.
Attorno al 1287 fu iniziata la costruzione della cattedrale, che fu inaugurata nel 1425.
L'ultimo arcivescovo in comunione con la Santa Sede fu Olav Magnus. Nel 1523 fu inviato da Gustavo Vasa in missione in Italia e da allora, a causa del progressivo affermarsi in Svezia della Riforma luterana, non fece più ritorno nel suo paese. Morì a Roma il 1º agosto 1557.
Al momento della soppressione della sede cattolica, la provincia ecclesiastica di Uppsala comprendeva le diocesi suffraganee di Linköping, di Skara, di Strängnäs, di Västerås e di Växjö in Svezia, e la diocesi di Åbo in Finlandia.

## Cronotassi dei vescovi
- Adalward †
- Tudicus † (1068 - ?)
- Niels Ulphonis † (? - 1129 deceduto)
- Sven Kollson † (1130 - 1140 deceduto)
- Sivardus † (1141 - ?)
- Sant'Henrik † (1152 - 19 gennaio 1157 deceduto)
- Kopmannus † (1157 - 1162 deceduto)
- Stefan, O.Cist. † (1162 - 18 agosto 1185 deceduto)
- Johannes Runby † (5 novembre 1185 - 12 luglio 1187 deceduto)
- Petrus † (1188 - 18 settembre 1197 deceduto)
- Olof Lambatunga † (1197 - 11 novembre 1200 deceduto)
- Valerius † (25 ottobre 1207 - 6 aprile 1219 deceduto)
- Olov Basatömer † (29 gennaio 1224 - 19 marzo 1234 deceduto)
- Jarler, O.P. † (17 dicembre 1235 - 1256 dimesso)
- Laurentius, O.F.M. † (1257 - 3 marzo 1267 deceduto)
  - Sacherus † (24 settembre 1267 - ? dimesso) (vescovo eletto)
- Folke Johansson Ängel † (17 agosto 1274 - 5 marzo 1277 deceduto)
- Jakob Israelsson † (5 aprile 1278 - ottobre 1281 deceduto)
  - Johan Odulfsson, O.P. † (29 dicembre 1281 - 1284 dimesso) (vescovo eletto)
- Magnus Bosson † (18 maggio 1285 - 4 febbraio 1305 deceduto)
- Johan, O.P. † (8 luglio 1290 - 8 settembre 1291 deceduto)
- Nils Allesson † (17 agosto 1295 - 4 febbraio 1305 deceduto)
- Nils Kettilsson † (22 aprile 1308 - 30 maggio 1314 deceduto)
- Olaus Beronis † (9 settembre 1314 - 13 marzo 1332 deceduto)
- Petrus Filipsson, O.P. † (3 ottobre 1332 - agosto 1341 deceduto)
- Heming Nilsson † (15 novembre 1342 - 15 maggio 1351 deceduto)
- Petrus Torkilsson † (17 novembre 1351 - 18 ottobre 1366 deceduto)
- Birger Gregersson † (23 luglio 1367 - 10 marzo 1383 deceduto)
- Henrik Karlsson † (10 giugno 1384 - 20 marzo 1408 deceduto)
- Jöns Gerekesson † (28 luglio 1410 - 2 marzo 1421 deposto)
- Johan Håkansson † (23 marzo 1422 - 9 febbraio 1432 deceduto)
- Olav Larsson † (7 maggio 1432 - 25 giugno 1438 deceduto)
- Nils Ragvaldsson † (1438 - 17 febbraio 1448 deceduto)
- Jöns Bengtsson Oxenstierna † (28 febbraio 1449 - 15 dicembre 1467 deceduto)
- Jakob Ulvsson † (18 dicembre 1469 - 1515 dimesso)
- Gustav Trolle † (25 maggio 1515 - 11 giugno 1535 deceduto)
- Johan Månsson † (6 giugno 1533 - 22 marzo 1544 deceduto)
- Olav Magnus † (4 giugno 1544 - 1º agosto 1557 deceduto)